# Sur la plage !
Sur la plage !, op. 3, est une mélodie de la compositrice Mel Bonis, datant de 1884.

## Composition
Mel Bonis compose Sur la plage ! pour voix et piano sur un poème d'Amédée-Louis Hettich. L'œuvre, dédiée à Arthur Cobalet, est publiée aux éditions Grus en 1884. Elle est rééditée par les éditions Armiane en 2005 et en 2014.

## Analyse
L'œuvre permet, avec la Villanelle, d'imaginer la relation entre Amédée-Louis Hettich et Mel Bonis.

## Réception
Sur la plage ! est interprété pour la première fois lors d'un concert privé le 3 décembre 1883 chez Adolphe Blanc, par Amédée-Louis Hettich,.

## Discographie
Mel Bonis, l'œuvre vocale, Doron musique, 2006

## Sources
- Étienne Jardin, Mel Bonis (1858-1937) : parcours d'une compositrice de la Belle Époque, 2020 (ISBN 978-2-330-13313-9 et 2-330-13313-8, OCLC 1153996478)